# 樂瞳
樂瞳（英語：Cilla Kung，1986年7月22日—），香港女藝人、演員、歌手，原名龔茜彤，為模特兒出身，前無綫電視經理人合約藝員。2007年透過第21期無綫電視藝員訓練班出道進入演藝圈。

## 早年生活
樂瞳生於香港，祖輩已是大嶼山大澳原居民。其父親是一名水電工人，而母親則是公務員。她小時候家教甚嚴，懂得彈奏鋼琴，家中有一弟。曾經有一個拍拖7年的男友，後來和平分手。她小學畢業於大澳村校永助學校。在中學時代，樂瞳母親怕她不能與市區的學生競爭，於是在她中二那年舉家移居東涌。樂瞳在中學時代就讀保良局馬錦明夫人章馥仙中學。中五畢業後於2003年至2005年轉往英國完成普通教育高級程度證書（英國高考）課程，並在完成課程後回港入讀樹仁大學工商管理系，利用空餘時間當兼職模特兒和萬豪酒店侍應。
樂瞳於2006年參與無綫電視節目《美女廚房》，為美少女廚神參賽者之一。除了是遊戲節目《一擲千金》的其中一名千金小姐外，樂瞳亦參與演出過不少無綫電視劇集及音樂錄影帶。

## 演藝事業
2007年，樂瞳加入無綫成為旗下女藝員，初期只擔任一些跑龍套角色及閒角。因體格嬌小，聲音溫柔，而時常被監製安排於電視劇中飾演婢女的角色。同年7月，樂瞳被監製林志華選中擔任電視劇《少年四大名捕》的第四女主角。憑著該劇的「凌小刀」一角，大獲好評，因而樂瞳在之後的電視劇中的戲份有少許加重。
2011年，樂瞳在電視劇《點解阿Sir係阿Sir》中飾演反叛女學生及在《法證先鋒III》飾演天眼少女黃嘉敏一角獲得關注，人氣急升，並且於2011年首次競逐“2011年萬千星輝頒獎典禮”的「飛躍進步女藝員」獎；此外，樂瞳亦在《2011年度YAHOO!搜尋人氣大獎》奪得「搜尋人氣急升電視藝人」獎。
2012年，樂瞳於溫馨喜劇《當旺爸爸》中首度擔任第三女主角，與視帝夏雨合作演出飾演一對父女，其搞笑演出獲觀眾關注。任性又精靈可愛的角色被指有機會競逐《萬千星輝頒獎典禮2012》「最佳女配角」及「飛躍進步女藝員」獎項。同年7月，樂瞳於《護花危情》首度擔任第二女主角，飾演港女李巧欣（Jojo）一角，與鍾嘉欣、黃宗澤及羅鈞滿有對手戲，受到歡迎；於《回到三國》中則再次與視帝夏雨合演父女，再次獲得關注。她的努力最終在《壹電視大獎2012》奪得「最有前途女藝人」獎項。其後第二度入圍“萬千星輝頒獎典禮2012”「飛躍進步女藝員」，更憑《當旺爸爸》中飾演的高如寶入圍“MY AOD我的最愛頒獎典禮2012”「我的最愛最具潛質女藝員」，惜兩個獎項最終都敗給黃智雯。另外，樂瞳亦於台慶劇《大太監》中客串演出刁蠻妃嬪富察·蘭軒（蘭軒小主）一角，並與視后米雪及視帝黎耀祥合作。同年12月，劇集《幸福摩天輪》中，樂瞳再度擔任第二女主角，與鍾嘉欣、陳智燊有不少對手戲。
2013年，樂瞳有三部主演的電視劇播出。於賀歲劇《初五啟市錄》中飾演蘇芬一角，潑辣、精靈的角色，大獲好評。其後，於溫馨喜劇《情越海岸線》飾演的叛逆少女張文鳳一角和古裝電視劇《師父·明白了》中飾演歡笑一角，亦同樣大獲好評，人氣狂飆，排名於TVB點擊榜上人氣藝人第二位。樂瞳在這三部劇集中的粗魯、潑辣、叛逆的演出，被許多粉絲支持能問鼎《萬千星輝頒獎典禮2013》「最佳女配角」。而其中於《師父·明白了》第九集中，樂瞳飾演的角色因欺騙鍾情對象，而向三位姊妹痛哭的戲份大獲好評，獲該劇監製陳耀全公開讚揚，而且還排名於TVB點擊榜上人氣藝人第一位；以及於第十四集中，她所飾演的角色因劇中男友為其擋刀而身亡，笑瞇瞇最後在其男友身旁大哭及告別的戲份，讓許多觀眾為之感動及第十六集自殺的一幕都成功打動觀眾。此外，樂瞳的出色演出被兩屆視后鄧萃雯於微博讚賞。2013年11月，第三度入圍《萬千星輝頒獎典禮2013》「飛躍進步女藝員」。
2015年憑籍《陪著你走》的何娜一角首度入圍《萬千星輝頒獎典禮2015》最佳女配角，亦是監製陳耀全、劉家豪及梁材遠的常用演員。
2017年6月14日，樂瞳正式約滿無綫，結束與無綫10年之賓主關係，《平安谷之詭谷傳說》是她在無綫的告別作，現另謀發展。
2017年9月，樂瞳為紀念入行10周年，首次推出寫真集當作送給自己的禮物。接受訪問時表示幸好有很多人留言已買了寫真支持，加上在髮型屋遇到黃翠如、梁嘉琪及陳庭欣獲加油鼓勵，心情才放鬆些。並強調今次寫真照片很健康及陽光，暫只能接受性感，接受不到裸露，因要向母親交代。
2017年12月，樂瞳出席亞洲電視新媒體有限公司活動及主持ViuTV電視節目。

## 歌唱事業

### CMD（東亞）時期
2008年，樂瞳隨電視台內部選拔赴韓國參加歌唱比賽的試音，被監製引薦給唱片騎師DJ Tommy，改了藝名樂瞳。
2009年，樂瞳加入樂壇，同時加入東亞唱片有限公司的旗下唱片品牌CMD，並成為該唱片公司的旗下歌手。同年推出首張迷你專輯《短罪》，第一主打為《微笑的魚》，第二主打為《短罪》，第三主打為《改造人之戀》。其後，樂瞳憑派台歌《微笑的魚》及《短罪》奪得「叱咤樂壇生力軍女歌手銅獎」。
2010年9月，樂瞳推出第二張迷你專輯《乾物女皇》，並且以USB手帶形式推出；第一主打為《乾物女皇》，此歌曲成為樂瞳的代表作；第二主打為《聖誕路人》。

### 星煥時期
2011年，樂瞳離開CMD，轉投星煥國際有限公司旗下的星揚娛樂，繼續發展自己的音樂才華。
2013年8月29日，推出第三張迷你專輯《愛的魔法》，第一主打為《男生乙個》，此歌曲成為樂瞳第一首在「勁歌金榜」的冠軍歌；第二主打為《小心愛情》；第三主打為《只怪是我不好》。此專輯推出時的銷量比預期中的好，差不多在各大唱片專賣店已火速售罄。
2013年10月31日，星煥國際有限公司與TVB新成立的星夢娛樂有限公司合併，樂瞳沒有跟隨星煥國際行政總裁何哲圖加盟星夢娛樂，因此樂瞳跟星煥國際的合約正式解除。

## 軼事
樂瞳在圈內有多位好友，如龔嘉欣、蔣家旻、朱敏瀚、羅天宇、張振朗、李天翔、鍾嘉欣和楊怡等。樂瞳自言小時候喜歡的歌星是濱崎步、郭富城和鄭秀文。

## 演出作品

### 電視劇（無綫電視）
| 翡翠台首播             | 劇名               | 角色                  | 性質       |
| ---------------------- | ------------------ | --------------------- | ---------- |
| 2007年                 |                    |                       |            |
| 3月12日-2008年8月7日   | 同事三分親         | 店 員／化妝師/孕婦    | 跑龍套     |
| 10月8日-11月2日        | 奸人堅             | 美 女／選美參加者     | 跑龍套     |
| 12月24日-2008年1月18日 | 律政新人王II       | 酒吧客人              | 跑龍套     |
| 2008年                 |                    |                       |            |
| 1月21日-2月15日        | 秀才愛上兵         | 婢 女                 | 跑龍套     |
| 3月17日-4月18日        | 古靈精探           | 護 士                 | 跑龍套     |
| 5月19日-6月28日        | 法證先鋒II         | 戴玉瑩                | 單元角色   |
| 6月23日-7月18日        | 甜言蜜語           | 電影女主角            | 跑龍套     |
| 7月28日-9月21日        | 溏心風暴之家好月圓 | 店 員                 | 跑龍套     |
| 8月25日-9月19日        | 尖子攻略           | 雜誌記者              | 跑龍套     |
| 9月22日-10月24日       | 少年四大名捕       | 凌小刀                | 第三女主角 |
| 10月20日-2009年2月13日 | 珠光寶氣           | 寶侖公關公司職員      | 跑龍套     |
| 10月27日-12月5日       | 東山飄雨西關晴     | 詠 蘭                 | 閒角       |
| 12月8日-2009年1月2日   | Click入黃金屋      | 高詠欣（Olive）       | 女配角     |
| 2009年                 |                    |                       |            |
| 3月30日-4月24日        | 桌球天王           | 雷建衝之Fans          | 跑龍套     |
| 4月27日-5月29日        | 巾幗梟雄           | 村 民                 | 跑龍套     |
| 5月4日-6月5日          | 老婆大人II         | 法院書記              | 跑龍套     |
| 6月1日-7月5日          | ID精英             | 晶 晶                 | 閒角       |
| 7月13日-8月9日         | 王老虎搶親         | 閨 女                 | 跑龍套     |
| 9月21日-10月16日       | 蔡鍔與小鳳仙       | 白思婷（青年）        | 客串       |
| 10月19日-11月29日      | 宮心計             | 婉 華                 | 閒角       |
| 12月28日-2010年1月23日 | 老友狗狗           | 涼茶舖店員            | 跑龍套     |
| 2010年                 |                    |                       |            |
| 7月12日-8月7日         | 施公奇案II         | 丁 叮                 | 女配角     |
| 11月1日-12月10日       | 刑警               | 蘇小琦（Daisy）       | 女配角     |
| 2011年                 |                    |                       |            |
| 1月10日-2月5日         | 仁心解碼           | 精神科護士            | 跑龍套     |
| 4月18日-5月27日        | 點解阿Sir係阿Sir   | 鍾家寶（中女）        | 女配角     |
| 6月27日-7月29日        | 真相               | 張詠珊（X小姐）       | 單元角色   |
| 8月29日-9月30日        | 九江十二坊         | 梁秀妍                | 女配角     |
| 10月10日-11月20日      | 法證先鋒III        | 黃嘉敏（天眼少女）    | 單元角色   |
| 2012年                 |                    |                       |            |
| 3月19日-4月13日        | 當旺爸爸           | 高如寶                | 第三女主角 |
| 7月2日-7月27日         | 護花危情           | 李巧欣（JoJo）        | 第二女主角 |
| 7月9日-8月10日         | 回到三國           | 司馬娟                | 客串       |
| 11月5日-12月16日       | 大太監             | 富察·蘭軒（蘭軒小主） | 客串       |
| 12月18日-2013年1月11日 | 幸福摩天輪         | 冼潔貞（Crystal）     | 第三女主角 |
| 2013年                 |                    |                       |            |
| 1月21日-2月15日        | 初五啟市錄         | 蘇 芬                 | 第三女主角 |
| 5月13日-6月7日         | 情越海岸線         | 張文鳳（Yoyo）        | 女配角     |
| 7月15日-8月9日         | 師父·明白了        | 歡 笑（笑咪咪）       | 女配角     |
| 2014年                 |                    |                       |            |
| 2月17日-3月28日        | 守業者             | 冼燕歡                | 女配角     |
| 3月31日-4月25日        | 愛我請留言         | 林笑梅（青年）        | 客串       |
| 5月3日                 | 廉政行動2014       | Brenda                | 單元角色   |
| 12月29日-2015年1月24日 | 宦海奇官           | 惠 瑜                 | 第三女主角 |
| 2015年                 |                    |                       |            |
| 8月31日-9月25日        | 陪著你走           | 何 娜                 | 第三女主角 |
| 9月21日-10月23日       | 張保仔             | 黃詠妤／張文鳳        | 客串       |
| 2016年                 |                    |                       |            |
| 4月25日-5月27日        | 火線下的江湖大佬   | 李婉盈（YY）          | 女配角     |
| 7月4日-7月29日         | 完美叛侶           | 何蕊蕊                | 客串       |
| 8月29日-9月18日        | 為食神探           | 潘小蓮                | 單元角色   |
| 2017年                 |                    |                       |            |
| 3月13日-4月2日         | 我瞞結婚了         | 余可兒                | 女配角     |
| 2018年                 |                    |                       |            |
| 1月15日－2月9日        | 平安谷之詭谷傳說   | 牛小妹（牛屎妹）      | 女配角     |

### 電影
| 上映年份 | 電影名稱            | 角色                     |
| 2010年   | 翡翠明珠            | 宮女（桃紅）             |
| 2011年   | 我愛HK開心萬歲      | 87年街坊（謝雪心飾）之女 |
| 2012年   | 2012我愛HK 喜上加囍 | 郭美美（毛舜筠飾）之秘書 |
| 2018年   | 我的情敵女婿        | Angel                    |
| 2020年   | 大盜演              | 阿瞳                     |

### 電視節目（無綫電視）
- 2006年：《美女廚房》美少女廚神參賽者之一
- 2006年-2008年：《一擲千金》千金小姐
- 2008年：《食到篤、問到篤》為食妹
- 2008年：《頑遊關西》主持
- 2010年：《逐格鬥》嘉賓
- 2010年：《千奇百趣香港地》嘉賓
- 2010年：《超級遊戲獎門人》嘉賓
- 2011年：《勁歌金曲》嘉賓
- 2011年-2012年：《激優一族》主持
- 2011年：《安樂蝸》嘉賓
- 2011年：《Music Café》表演嘉賓
- 2011年：《巨聲工房》嘉賓主持
- 2011年：《千奇百趣省港澳》嘉賓
- 2011年：《姊妹淘》客席主持
- 2011年：《甜心先生》嘉賓
- 2011年：《福祿壽大假光臨》嘉賓
- 2012年：《勁歌金曲》嘉賓
- 2012年：《五覺大戰》嘉賓
- 2012年：《靚人靚湯》嘉賓
- 2013年：《超級無敵獎門人 終極篇》嘉賓
- 2013年：《千奇百趣玩FREE D》嘉賓
- 2015年：《夜宵磨》（第三輯）主持
- 2015年：《超強選擇1分鐘》嘉賓
- 2015年：《Think Big 天地》嘉賓
- 2016年：《新春開運王》 嘉賓
- 2016年：《Sunday好戲王》
- 2016年：《夢想車華》24
- 2017年：《都市閒情之赤口格鬥營》嘉賓
- 2017年：《千奇百趣特工隊》嘉賓

### 電視節目（其他）
- 2017年：《晚吹－總有一瓣喺左近》嘉賓[12]（ViuTV）
- 2018年：《玩轉日本動物園》嘉賓[13]（奇妙電視）
- 2018年：《今晚見》、《ATV學院-網購系》主持（亞洲電視）
- 2019年：《晚吹-女學生•吹水班》第一集嘉賓（ViuTV）

### 寫真集
- 2017年︰《See La Cilla》

### 配音
- 2019年︰《跑Online》遊戲角色 - LaLa

## 音樂作品

### 個人專輯
| 專輯 # | 專輯名稱 | 專輯類型        | 發行商           | 發行日期       | 曲目 |
| ------ | -------- | --------------- | ---------------- | -------------- | --- |
| 1st    | 短罪     | EP              | CMD （東亞唱片） | 2009年11月16日 | AVCD 1. (Untitled) 2. 微笑的魚MV 3. 短罪MV 4. 改造人之戀MV 5. 微笑的魚 6. 短罪 7. 改造人之戀 8. 死亡倒數 9. Something I've Been Told |
| 2nd    | 乾物女皇 | USB Album（EP） | CMD （東亞唱片） | 2010年9月30日  | MP3 1. 乾物女皇（Feat. 陸永@農夫） 2. 雪人 3. 空氣人形 4. 聖誕路人 Music Video 1. 乾物女皇（Feat. 陸永@農夫） 2. 聖誕路人            |
| 3rd    | 愛的魔法 | EP              | 星煥國際         | 2013年8月29日  | CD 1. 男生乙個 2. 小心愛情 3. 雨愛 4. 愛的魔法 5. 只怪是我不好 6. 第五季                                                             |

### 未出碟單曲
- 2009年
  - 1 2 3 4 Wonderful 5（動畫《Yes! 光之美少女》主題曲）
- 2011年
  - Happy Tinkle（動畫《寶石寵物II》主題曲）
- 2013年
  - Both Sides Now （劇集《情越海岸線》插曲，OT：Joni Mitchell）
- 2016年
  - 夢之國度（線上遊戲夢之國度主題曲）
  - 唯獨你是不可取替
- 2019年
  - Fantasy Tale（跑Online主題曲，翻唱鄧麗欣之作品）[14]

### MV演出
2006年
- 泳兒 - 你我她（TVB版mv）

2007年
- 容祖兒- 愛一個上一課（TVB版mv）
- 孫耀威 - Here I Go（TVB版mv）
- 農夫 - 歡天喜地（TVB版mv）

2009年
- 樂瞳- 微笑的魚（官方MV）
- 樂瞳- 微笑的魚（TVB版mv）
- 樂瞳- 短罪（官方MV）
- 樂瞳- 改造人之戀

2010年
- 樂瞳 ft. 陸永@農夫 - 乾物女皇
- 樂瞳- 聖誕路人

2013年
- 樂瞳- 男生乙個
- 樂瞳- 小心愛情
- 樂瞳- 只怪是我不好

### 派台歌曲
| 四台上榜紀錄 | 四台上榜紀錄 | 四台上榜紀錄 | 四台上榜紀錄 | 四台上榜紀錄 | 四台上榜紀錄 | 四台上榜紀錄    | 四台上榜紀錄 |
| ------------ | ------------ | ------------ | ------------ | ------------ | ------------ | --------------- | ------------ |
| 唱片         | 歌曲         | 903          | RTHK         | 997          | TVB          | 備註            |              |
| 2009年       |              |              |              |              |              |                 |              |
| 短罪         | 微笑的魚     | 14           | 6            | 7            | 10           | 出道作品        |              |
| 短罪         | 短罪         | 15           | -            | 10           | 3            |                 |              |
| 2010年       |              |              |              |              |              |                 |              |
| 短罪         | 改造人之戀   | -            | -            | -            | -            |                 |              |
| 乾物女皇     | 乾物女皇     | 16           | -            | 5            | 2            | Feat. 陸永@農夫 |              |
| 乾物女皇     | 聖誕路人     | -            | -            | -            | 8            |                 |              |
| 2013年       |              |              |              |              |              |                 |              |
|              | 喜氣洋洋     | 19           | 11           | -            | -            | 與星煥群星合唱  |              |
| 愛的魔法     | 男生乙個     | -            | -            | 3            | 1            | 第一首冠軍歌    |              |
| 愛的魔法     | 小心愛情     | -            | -            | 3            | -            |                 |              |

| 各台冠軍歌總數 | 各台冠軍歌總數 | 各台冠軍歌總數 | 各台冠軍歌總數 | 各台冠軍歌總數    |
| -------------- | -------------- | -------------- | -------------- | ----------------- |
| 903            | RTHK           | 997            | TVB            | 備註              |
| 0              | 0              | 0              | 1              | 四台冠軍歌總數：0 |

- 仍上榜（*）

## 香港四大電子傳媒頒獎禮獎項

### 年度頒獎禮
2009年
| 獎項數目 | 頒獎媒體 | 頒獎禮                         | 獎項                 | 備註             |
| 1        | 新城電台 | 新城勁爆頒獎禮2009             | 新城勁爆新登場女歌手 | 首個正式樂壇獎項 |
| 2        | 商業電台 | 2009年度叱吒樂壇流行榜頒獎典禮 | 叱吒樂壇生力軍 銅獎  |                  |
| 3        | 無線電視 | 2009年度十大勁歌金曲頒獎典禮   | 最受歡迎新人獎 銅獎  |                  |

2010年
| 獎項數目 | 頒獎媒體 | 頒獎禮             | 獎項                         | 備註 |
| 1        | 新城電台 | 新城勁爆頒獎禮2010 | 新城勁爆跳舞歌曲《乾物女皇》 |      |

### 其他獎項
| 頒獎禮                           | 獎項               |
| 2009                             |                    |
| SINA Music樂壇民意指數頒獎禮2009 | 我最喜愛女新人銀獎 |

## 影視獎項及提名
| 年份   | 獎項                                              | 劇集/作品                                                            | 角色   | 結果     |
| ------ | ------------------------------------------------- | -------------------------------------------------------------------- | ------ | -------- |
| 2011年 | 《萬千星輝頒獎典禮2011》飛躍進步女藝員            | - 《點解阿Sir係阿Sir》 - 《真相》 - 《九江十二坊》 - 《法證先鋒III》 | －     | 最後五強 |
| 2011年 | 2011年度YAHOO!搜尋人氣大獎 - 搜尋人氣急升電視藝人 | －                                                                   | －     | 獲獎     |
| 2012年 | 《萬千星輝頒獎典禮2012》飛躍進步女藝員            | - 《回到三國》 - 《當旺爸爸》 - 《護花危情》 - 《大太監》            | －     | 最後五強 |
| 2012年 | 壹電視大獎2012 - 最有前途女藝人                   | －                                                                   | －     | 獲獎     |
| 2012年 | MY AOD我的最愛頒獎典禮2012我的最愛最具潛質女藝員  | 《當旺爸爸》                                                         | 高如寶 | 提名     |
| 2013年 | 《萬千星輝頒獎典禮2013》飛躍進步女藝員            | - 《幸福摩天輪》 - 《初五啟市錄》 - 《情越海岸線》 - 《師父·明白了》 | －     | 最後五強 |
| 2015年 | 《萬千星輝頒獎典禮2015》最佳女配角                | 《陪著你走》                                                         | 何 娜  | 提名     |